# 10124 Hemse
A 10124 Hemse (ideiglenes jelöléssel 1993 FE23) a Naprendszer kisbolygóövében található aszteroida. Az UESAC program keretében fedezték fel 1993. március 21-én.